# الطيبات
الطيبات هي إحدى بلديات ولاية تقرت تقع في شرق الولاية على الحدود مع ولاية الوادي، وهي عاصمة دائرة بنفس الاسم، تبعد عن مقر الولاية ب 37 كلم وعن وادي سوف ب 60 كلم، تتميز بانتشار واحات النخيل.

## المناخ
يظهر الجدول التالي التغييرات المناخية على مدار السنة لالطيبات:
| البيانات المناخية لـالطيبات       | البيانات المناخية لـالطيبات | البيانات المناخية لـالطيبات | البيانات المناخية لـالطيبات | البيانات المناخية لـالطيبات | البيانات المناخية لـالطيبات | البيانات المناخية لـالطيبات | البيانات المناخية لـالطيبات | البيانات المناخية لـالطيبات | البيانات المناخية لـالطيبات | البيانات المناخية لـالطيبات | البيانات المناخية لـالطيبات | البيانات المناخية لـالطيبات | البيانات المناخية لـالطيبات |
| الشهر                             | يناير                       | فبراير                      | مارس                        | أبريل                       | مايو                        | يونيو                       | يوليو                       | أغسطس                       | سبتمبر                      | أكتوبر                      | نوفمبر                      | ديسمبر                      | المعدل السنوي               |
| --------------------------------- | --------------------------- | --------------------------- | --------------------------- | --------------------------- | --------------------------- | --------------------------- | --------------------------- | --------------------------- | --------------------------- | --------------------------- | --------------------------- | --------------------------- | --------------------------- |
| متوسط درجة الحرارة الكبرى °م (°ف) | 16.8 (62.2)                 | 19.4 (66.9)                 | 23.4 (74.1)                 | 28.2 (82.8)                 | 32.9 (91.2)                 | 37.8 (100.0)                | 41.7 (107.1)                | 40.6 (105.1)                | 36.2 (97.2)                 | 29.0 (84.2)                 | 22.2 (72.0)                 | 17.1 (62.8)                 | 28.8 (83.8)                 |
| المتوسط اليومي °م (°ف)            | 10.2 (50.4)                 | 12.6 (54.7)                 | 16.2 (61.2)                 | 20.6 (69.1)                 | 25.3 (77.5)                 | 30.3 (86.5)                 | 33.4 (92.1)                 | 32.4 (90.3)                 | 28.8 (83.8)                 | 22.1 (71.8)                 | 15.7 (60.3)                 | 10.8 (51.4)                 | 21.5 (70.8)                 |
| متوسط درجة الحرارة الصغرى °م (°ف) | 3.6 (38.5)                  | 5.8 (42.4)                  | 9.1 (48.4)                  | 13.1 (55.6)                 | 17.7 (63.9)                 | 22.9 (73.2)                 | 25.1 (77.2)                 | 24.3 (75.7)                 | 21.4 (70.5)                 | 15.3 (59.5)                 | 9.2 (48.6)                  | 4.6 (40.3)                  | 14.3 (57.8)                 |
| الهطول مم (إنش)                   | 10 (0.4)                    | 5 (0.2)                     | 8 (0.3)                     | 5 (0.2)                     | 5 (0.2)                     | 2 (0.1)                     | 0 (0)                       | 1 (0.0)                     | 4 (0.2)                     | 6 (0.2)                     | 9 (0.4)                     | 10 (0.4)                    | 65 (2.6)                    |
| المصدر: climate-data.org          |                             |                             |                             |                             |                             |                             |                             |                             |                             |                             |                             |                             |                             |